# Atentado en mezquita de Kandahar de 2021
El 15 de octubre de 2021, ocurrió un atentado suicida en la mezquita Imam Bargah —una mezquita chií— durante las oraciones del viernes en Kandahar, Afganistán, matando, al menos, a 65 personas e hiriendo a más de 100. Se produjo una semana después de que un bombardeo reivindicado por el Estado Islámico del Gran Jorasán matara, al menos, a 50 personas en una mezquita de Kunduz.